# Schaqlawa
Schaqlawa (kurdisch شەقڵاوە, Şeqlawe; arabisch شقلاوة, DMG Šaqlāwa) ist eine Kleinstadt in der Autonomen Region Kurdistan im Irak. Die Stadt gehört zum Gouvernement Erbil und liegt in etwa 966 m über NN. am Berg Safin. Schaqlawa liegt etwa 51 km nordöstlich von Erbil, der Hauptstadt Kurdistans, entfernt auf einer Fernstraße, die nach Piranschahr im Iran führt.

## Söhne und Töchter der Stadt
- Abdullah Ismail Ahmad (* 1927), kurdischer Politiker